# (749) Мальцовия
(749) Мальцовия (лат. Malzovia) — астероид главного пояса, который принадлежит к светлому спектральному классу S. Он был обнаружен 5 апреля 1913 года русским астрономом Сергеем Белявским в Симеизской обсерватории и назван в честь российского астронома Николая Сергеевича Мальцова. 

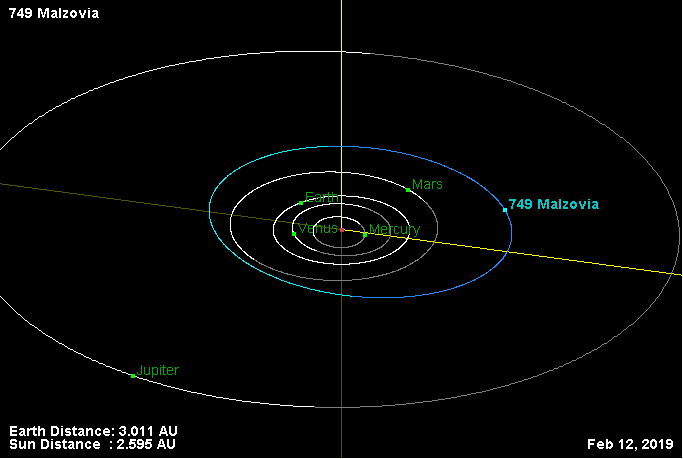
Орбита астероида Мальцовия и его положение в Солнечной системе